# 美国博物学家
《美国博物学家》（英語：The American Naturalist）是每月发行的科学期刊，创刊於1867年，与美国博物学家学会有关，是由芝加哥大学出版社发行。杂志涵盖了生态学、演化生物学、种群以及综合生物学的研究领域。
到2009年为止，杂志主编为Mark McPeek。